# Adromischus leucophyllus
Adromischus leucophyllus är en fetbladsväxtart som beskrevs av Uitew.. Adromischus leucophyllus ingår i släktet Adromischus och familjen fetbladsväxter. Inga underarter finns listade i Catalogue of Life.

## Bildgalleri

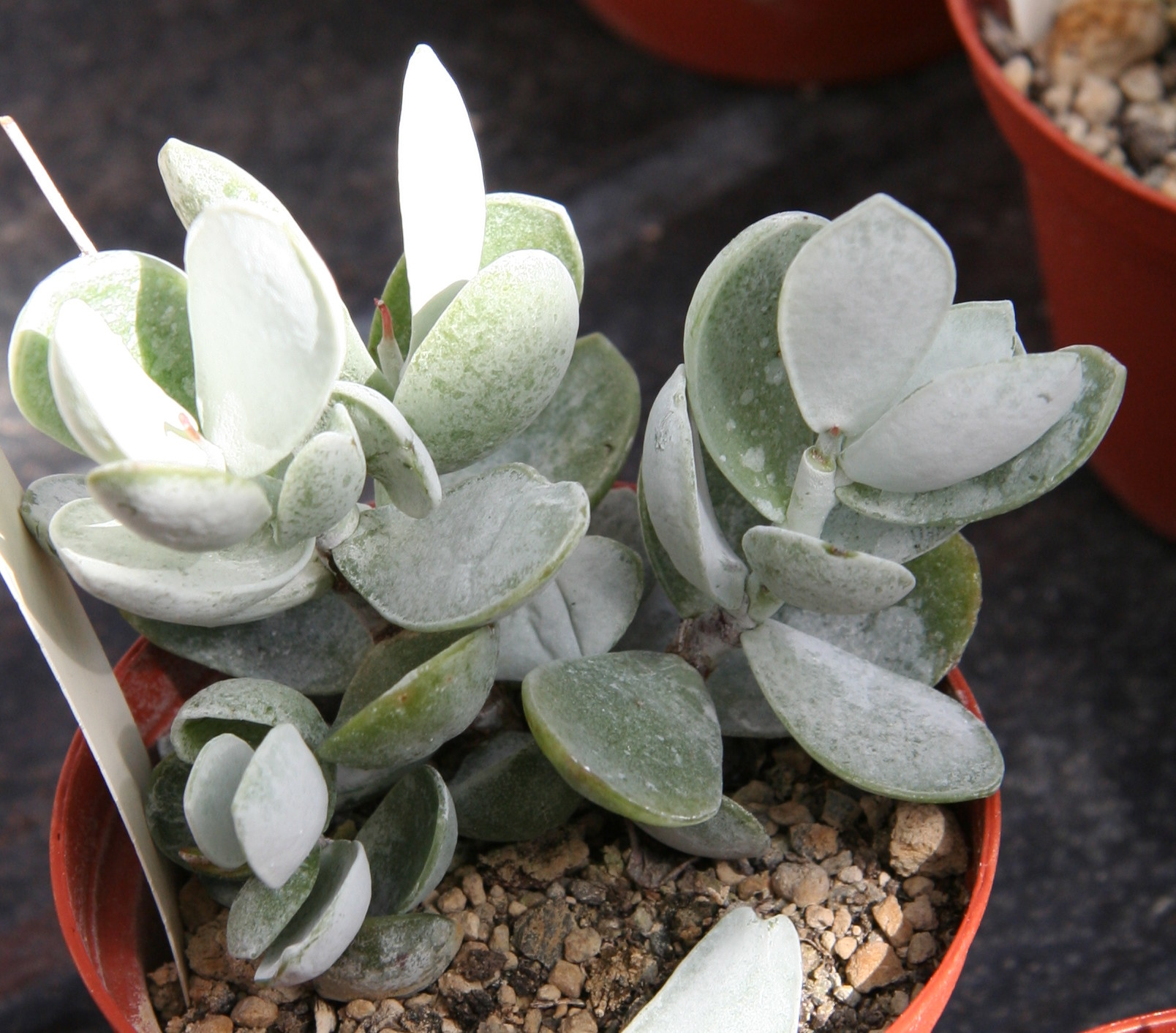